# 湯之上隆 (歴史学者)
湯之上隆（ゆのうえ たかし、1949年8月2日-　）は、日本史学者、静岡大学教授。
鹿児島市生まれ。1972年静岡大学人文学部日本史学卒、鹿児島県立出水工業高等学校教諭、74年退職。1977年九州大学大学院文学研究科史学専攻博士課程中退。1995年「日本中世の仏教徒文化」で九大文学博士、静岡大学人文学部助手、81年助教授、95年人文社会科学部教授。 

## 著書
- 『三つの東海道』静岡新聞社 2000
- 『日本中世の政治権力と仏教』思文閣出版 2001
- 『日本中世の地域社会と仏教』思文閣出版 静岡大学人文社会科学部研究叢書 2014

共編
- 『くすりの小箱 薬と医療の文化史』久木田直江共編 南山堂 静岡大学人文学部研究叢書 2011